# Gerberga od Saske
Gerberga od Saske (fra. Gerberge de Saxe; o. 913. – 5. svibnja 968./9. ili 984.?) bila je francuska kraljica, potomak cara Karla Velikog.

## Životopis
Gerberga je bila kći kralja Henrika I. Ptičara i njegove supruge, svete Matilde od Ringelheima te sestra cara Otona I. Prvo se udala za kneza Gilberta. S njim je imala četvero djece:
- Alberada
- Henrik
- Gerberga (nazvana po majci)
- Wiltrude

Poslije se udala za kralja Luja IV., 939., te su imali osmero djece:
- Lotar, kralj Francuske
- Matilda Francuska
- Hildegarda
- Karloman
- Luj
- Karlo
- Alberada
- Henrik

Bila je vrlo inteligentna i pravi igrač političkih igara te regentica svom sinu. Postala je redovnica u Laonu. Umrla je u Reimsu.